# NGC 4248

NGC 4248 par le télescope spatial Hubble.

NGC 4248 est une petite galaxie irrégulière située dans la constellation des Chiens de chasse. NGC 4248 a été découverte par l'astronome germano-britannique William Herschel en 1788.

## Caractéristiques
NGC 4248 présente une large raie HI et elle renferme des régions d'hydrogène ionisé.

### Distance
Sa vitesse par rapport au fond diffus cosmologique est de 688 ± 17 km/s, ce qui correspond à une distance de Hubble de 10,15 ± 0,76 Mpc (∼33,1 millions d'al). 
À ce jour, six mesures non basées sur le décalage vers le rouge (redshift) donnent une distance de 5,248 ± 2,131 Mpc (∼17,1 millions d'al), ce qui est à l'extérieur des valeurs de la distance de Hubble. Cependant, cette galaxie est relativement rapprochée du Groupe local et les mesures indépendantes sont souvent assez différentes des distances de Hubble pour les galaxies rapprochées en raison de leur mouvement propre dans le groupe où l'amas où elles sont situées. Cette valeur est probablement plus près de la distance réelle de NGC 4248. Notons que c'est avec les mesures des valeurs indépendantes, lorsqu'elles existent, que la base de données NASA/IPAC calcule le diamètre d'une galaxie.

### Classification
Wolfgang Steinicke et la base de données HyperLeda classifient cette galaxie comme une spirale, mais on ne voit aucun bras sur l'image obtenue des données du relevé SDSS. La classification de galaxie irrégulière semble mieux convenir à NGC 4248.

## Groupe de M106 et de M101
Selon A.M. Garcia, la galaxie NGC 4248 fait partie d'un groupe de galaxies qui compte au moins 24 membres, le groupe de M106 (désigné comme NGC 4258 dans son article). Les autres membres du New General Catalogue de ce groupe sont NGC 4144, NGC 4242, NGC 4258, NGC 4449, NGC 4460, NGC 4485, NGC 4490, NGC 4618, NGC 4625 et NGC 4736. La galaxie IC 3687 ainsi que 12 galaxies du Uppsala General Catalogue (UGC) complètent le groupe.
D'autre part, dans un article publié en 1998, Abraham Mahtessian indique que NGC 4248 fait partie d'un groupe plus vaste qui compte plus de 80 galaxies, le groupe de M101. Plusieurs galaxies de la liste de Mahtessian se retrouvent également dans d'autres groupes décrits par A.M. Garcia, soit le groupe de NGC 3631, le groupe de NGC 3898, le groupe de M109 (NGC 3992), le groupe de NGC 4051, le groupe de M106 (NGC 4258) et le groupe de NGC 5457.
Plusieurs galaxies des six groupes de Garcia ne figurent pas dans la liste du groupe de M101 de Mahtessian. Il y a plus de 120 galaxies différentes dans les listes des deux auteurs. Puisque la frontière entre un amas galactique et un groupe de galaxie n'est pas clairement définie (on parle de 100 galaxies et moins pour un groupe), on pourrait qualifier le groupe de M101 d'amas galactique contenant plusieurs groupes de galaxies.
Selon Vaucouleur et Corwin, NGC 4248 et M106 forment une paire de galaxies.

## Amas de la grande Ourse et superamas de la Vierge
Les groupes de M101 et de M106 dont partie de l'amas de la Grande Ourse, l'un des amas galactiques du superamas de la Vierge.